# Marian Kowalski (rzeźbiarz)
Marian Kowalski (ur. 10 marca 1920 w Nowej Wsi k. Ciechanowa, zm. 31 stycznia 2000 we Wrocławiu) – polski rzeźbiarz współczesny. 

## Życiorys
Urodził się rodzinie małorolnych chłopów, do szkoły podstawowej uczęszczał w Chotumiu. Podczas okupacji niemieckiej kształcił się w ramach tajnego nauczania i był związany z Armią Krajową. Studiował w Akademii Sztuk Pięknych im. Eugeniusza Gepperta we Wrocławiu w latach 1950–1956, na której w późniejszych latach był również wykładowcą. Został pochowany na cmentarzu na Klecinie (kwatera 3D, rząd 1, miejsce 7). 

## Droga artystyczna
W jego sztuce widoczny był wpływ artystów brytyjskich, jako reakcja po okresie realizmu socjalistycznego, jednakże inspiracja ta nie zatarła oryginalności artystycznej i była charakterystyczna dla całej Grupy Wrocławskiej, której był członkiem.
Na początku działalności artystycznej tworzył przestrzenne arabeski precyzyjnie kute w żelazie, a następnie struktury ceramiczne rozrastające się do środka w bardzo liczne rozgałęzienia. W późniejszych latach specjalizował się w metalu oraz kamieniu.

## Wystawy i publikacje
W 1957 roku jego prace były prezentowane na wystawie plenerowej we Wrocławiu. W konkursie w roku 1966 na zagospodarowanie dziewięciu placów miast dolnośląskich zdobył III nagrodę, co ważniejsze możliwość realizacji otrzymał jedynie jego projekt istniejącej do dzisiaj rzeźby w Wołowie, które nadal (2021) pozostają wizytówką miasta. Również w 1966 roku miał samodzielną wystawę w BWA we Wrocławiu. W 1969 wyrzeźbił kamienny wizerunek Jezusa Ukrzyżowanego, a w 1987 rzeźbę św. Franciszka z Asyżu. Wodny ptak cudak wykonany w latach 60. lub 70. XX wieku, który stał przed gmachem I Liceum Ogólnokształcącego im. Armii Krajowej w Miliczu, nie zachował się. W albumie „Wrocławska Rzeźba” zostało umieszczone zdjęcie pracy dyplomowej Kowalskiego – postaci stojącej kobiety.

## Zachowane dzieła

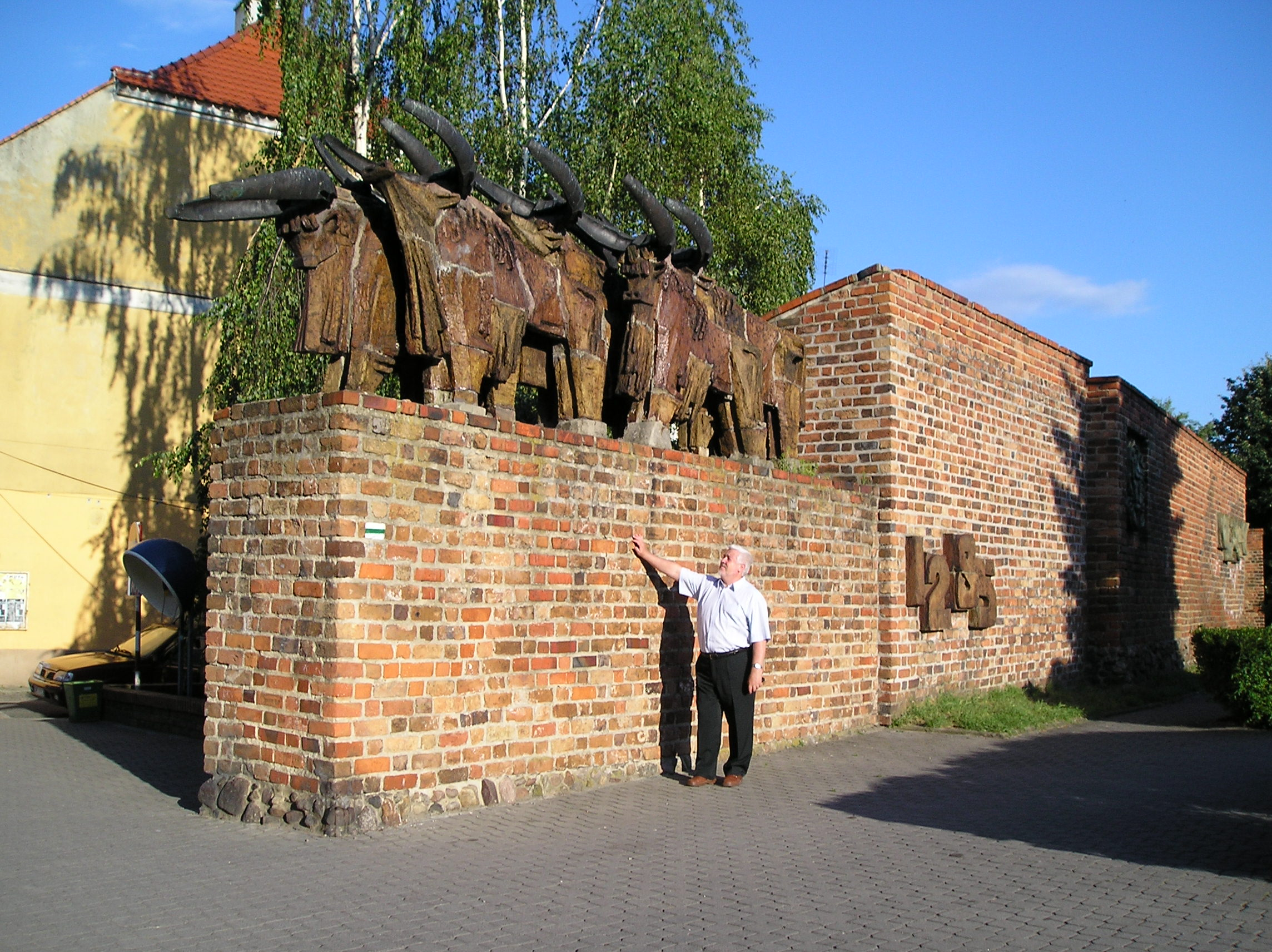
Rzeźba wołów w Wołowie, autorstwa Mariana Kowalskiego

W przestrzeni publicznej znajdują się następujące dzieła artysty: 
- Ceramiczna rzeźba wołów, umieszczona na murach miejskich w Wołowie[a] (1966)[10],
- Kamienna rzeźba Ukrzyżowanego, znajdująca na frontowej ścianie prezbiterium w kościele Najświętszej Maryi Panny Królowej Polski we Wrocławiu (1969) [14],
- Pomnik Janusza Korczaka z dziećmi w Sobótce (1981)[17],
- Figura św. Franciszka z Asyżu z miedzianej blachy o grubości 2 mm, na skwerze przy kościele św. Augustyna przy ul. Sudeckiej we Wrocławiu według projektu Bogdana Hoffmana (1987)[15].

Jego prace znajdują się również w zbiorach Muzeum Narodowego we Wrocławiu, Muzeum Narodowego w Warszawie, Muzeum Sztuki Medalierskiej we Wrocławiu oraz Muzeum Akademii Sztuk Pięknych we Wrocławiu.